# Nikolai Shchedrin

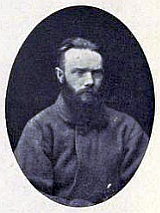
Nikolai Shchedrin

Nikolai Pavlovitch Shchedrin (em russo: Николай Павлович Щедрин) (1858 - 1 de outubro de 1919) foi um narodnik e um revolucionário russo. 
Shchedrin graduou-se na escola militar de Omsk. Em 1876, aderiu à organização Terra e Liberdade (Земля и воля) em Petrogrado. Após a sua fratura em 1879, Shchedrin aderiu ao partido Repartição Negra. Junto com Elizaveta Kovalskaia organizou o sindicato União de Operários do Sul da Rússia na primavera de 1880 e escreveu o seu programa e numerosos panfletos. 
Shchedrin foi arrestado em outubro de 1880 e foi sentençado à morte pelo tribunal militar do distrito de Kiev em 29 de maio de 1881. A sua pena foi comutada posteriormente por prisão perpétua numa katorga. Foi enviado inicialmente a uma katorga de Kara (prisão de máxima segurança), depois ao revelim de Alekseevski em 1882 e finalmente, em 1884, ao forte de Shlisselburg. 
Terminou sofrindo uma patologia psiquiátrica, pelo que foi transladado a um hospital psiquiátrico em Cazã em 1896, onde morreu em 1919.